# Plopana
Plopana – wieś w Rumunii, w okręgu Bacău, w gminie Plopana. W 2011 roku liczyła 805 mieszkańców.